# Día de la Sentencia
Día del Juicio Final fue una serie limitada de DC Comics y una trama de cruce durante el otoño de 1999. La serie limitada fue escrita por Geoff Johns, con arte de Matthew Dow Smith.
El argumento principal de la serie se relaciona con que la ira de Dios El Espectro (cuyo anfitrión anterior, Jim Corrigan, había salido de él cuando subió a los cielos) se une a un nuevo huésped, la forma del entonces fallecido Hal Jordan (DC Comics).

## Argumento
Tratando de provocar el caos en la Tierra, Etrigan le roba la ira de dios El Espectro a su rival el demonio Neron y lo coloca en el ángel rebelde Asmodel, que se vuelve loco de poder y utiliza el poder del espectro para congelar el infierno y liberar a todas las hordas de demonios en la tierra. Esto también da lugar a que villanos como La maga sean liberados, los héroes de la Tierra son fácilmente derrotados por los poderes casi omnipotentes de Asmodel. Con la mayoría de los héroes derrotados, corresponde al grupo Centinelas formado por Doctor Oculto, Zatanna, Phamton Stranger, Madame Xanadu, Deadman, Raven, Sentinel y Felix Fausto derrotar a Asmodel/Espectro. 
Para vencer Asmodel, los Centinelas, y otros héroes, se dividen en tres grupos: un "frente nacional" para tratar de defender a la Tierra, un equipo para reavivar el fuego del infierno, y un equipo para buscar a Jim Corrigan en el cielo y que vuelva a ser el espectro. Aunque el equipo que están en el infierno cae en el río Estigia después de una pelea con Cerberus, sobreviven al ser rescatados por el alma de Fausto, que se ve afectado por las visiones que atormentan a sus compañeros y el equipo que están en el cielo no puede contratar a Corrigan para su causa, pero a pesar de eso son dirigidos por el arcángel San Miguel al purgatorio, donde un alma en busca de la redención puede ayudar a su causa. El elegido no es otro más que el ex linterna verde Hal Jordan, sintiéndose culpable por sus acciones como Parallax, es el mejor candidato para el nuevo anfitrión del espectro, los Centinelas lo traen a la Tierra con la ayuda de otros héroes fallecidos. 
Mientras que el Capitán Marvel (que posee un "alma pura") que había absorbido los poderes del mago Shazam y había tomado la lanza del destino se dispone a enfrentar a Asmodel, Fausto sacrifica su alma recién recuperada para restablecer los fuegos del infierno. Marvel logra debilitar lo suficiente al espectro como para que Jordan trate de fusionar su alma con el Espectro, esto da lugar a una batalla entre Jordan, Asmodel y Nerón (que se había escondido dentro de Superman para acceder al plano mortal) por el control del Espectro, la pelea (que es ampliamente dominada por el ángel y el demonio) es interrumpida por la esencia del Espectro. Exigiendo saber por qué debería aceptar a alguno de ellos como anfitriones, después de analizar a los seres el espectro elige a Hal como su anfitrión afirmando que este trabajo sería un castigo apropiado para lo que había hecho como Parallax. Como resultado, Nerón se degrada a un demonio de clase baja y Asmodel es relegado de un ángel a una simple alma. 
El cruce dio lugar a la creación de los Centinelas y conversión de Hal Jordan en el nuevo anfitrión del espectro por un tiempo. 
Algunos aspectos de esta historia fueron posteriormente tratados en Linterna Verde: Renacimiento (como la liberación de Hal Jordan del Espectro), y el Día de la Venganza (en el que el espectro una vez más, se ejecuta sin control en el mundo).
- Datos: Q5804881